# Mislav Hudoletnjak
Mislav Hudoletnjak, hrvatski filmski redatelj i scenarist. Redatelj emisije Na rubu znanosti (od 2002.), dokumentarnog filma Nebo NLO-a (HRT, 2003.) te redatelj i scenarist znanstveno-popularnog serijala Djeca Sunca (HRT, 2012.). Redatelj dokumentarnog filma Lourdes 93: Prvo hrvatsko vojno hodočašće (HRT, 1993.).
Dugogodišnji je suradnik radijske emisije Hrvatskog radija Panoptikum. Piše radiokomedije.